# Carex congestiflora
Carex congestiflora är en halvgräsart som beskrevs av Anton Albert Reznicek och Maria del Socorro González Elizondo. Carex congestiflora ingår i släktet starrar, och familjen halvgräs. Inga underarter finns listade i Catalogue of Life.